# Чистый национальный продукт
Чистый национальный продукт (ЧНП) — общий объём товаров и услуг, которые страна за определённый промежуток времени произвела и потребила во всех секторах своего национального хозяйства.
Если из ЧНП вычесть сумму косвенных налогов, можно получить значение национального дохода (НД). НД — это вновь созданная за год стоимость, характеризующая, что прибавило производство в данном году к благосостоянию общества.
Это чистый заработный доход общества, этим объясняется важность и широкое применение НД в сопоставительном анализе.
В практике различают производственный и использованный НД. Использованный НД — это производственный НД за минусом потерь (от стихийных бедствий, ущерба при хранении т. д.) и внешнего сальдо.
Формула для расчёта ЧНП: ЧНП = ВНП — А, где А — амортизация.

## Россия
- В 1861 году чистый национальный продукт (ЧНП) России составлял 80 % от уровня Англии и Германии, 40 % от уровня США и лишь незначительно уступал уровню Франции, а удельный вес России в мировом промышленном производстве составлял 1,7 %.
- В 1913 году ЧНП России составлял 80 % от уровня Германии, 21 % — от уровня США, равен был показателю Англии и на 40 % уступал уровню Франции.